# Aubussargues
Aubussargues (okzitanisch: Aubuçargues) ist eine französische Gemeinde mit 326 Einwohnern (Stand: 1. Januar 2022) im Département Gard in der Region Okzitanien (vor 2016: Languedoc-Roussillon). Sie gehört zum Arrondissement Nîmes und zum Kanton Uzès.

## Geografie
Aubussargues liegt etwa 20 Kilometer nördlich von Nîmes und etwa 22 Kilometer ostsüdöstlich von Alès. Die Nachbargemeinden von Aubussargues sind Serviers-et-Labaume im Norden, Arpaillargues-et-Aureillac im Osten, Bourdic im Süden, Garrigues-Sainte-Eulalie im Südwesten und Westen sowie Collorgues im Westen und Nordwesten.

## Bevölkerungsentwicklung
| Jahr                       | 1962 | 1968 | 1975 | 1982 | 1990 | 1999 | 2006 | 2020 |
| -------------------------- | ---- | ---- | ---- | ---- | ---- | ---- | ---- | ---- |
| Einwohner                  | 178  | 185  | 163  | 164  | 216  | 238  | 313  | 321  |
| Quellen: Cassini und INSEE |      |      |      |      |      |      |      |      |

## Sehenswürdigkeiten
- Kirche Saint-Pierre-et-Saint-Paul, 1685 wieder errichtet
- protestantische Kirche, 1845 erbaut
- Schloss